# Univerzita Karlova
Univerzita Karlova (zkratka UK, latinský název Universitas Carolina) je nejstarší a největší česká vysoká škola. V rámci mezinárodních srovnání bývá hodnocena jako nejlepší vysoká škola v Česku. Založil ji roku 1348 český král Karel IV., po němž je pojmenována.
Univerzita Karlova je jednou z nejstarších evropských univerzit, konkrétně je nejstarší severně od Itálie a východně od Paříže. Univerzita byla nejprve podřízena panovníkům českých zemí, teprve později státu. Ve 20. století zažila značný rozkvět, který byl ale negativně ovlivněn nacistickou okupací a komunistickým režimem. Právě studenti Univerzity Karlovy pak sehráli důležitou roli při sametové revoluci, jež vedla k pádu komunistického režimu a následnému vytváření demokratického státu.
Univerzitu Karlovu tvoří 17 fakult, 4 vysokoškolské ústavy, 4 účelová zařízení a 5 dalších specializovaných pracovišť. Univerzita nesídlí v jednom kampusu, většina jejích součástí je umístěna v různých částech Prahy, pouze tři fakulty se nacházejí v jiných městech, a to Lékařská fakulta v Plzni, Lékařská fakulta v Hradci Králové a Farmaceutická fakulta v Hradci Králové. Kromě českých studentů na ní studuje také řada zahraničních. Její absolventi dosahují nejvyšší uplatnitelnosti na trhu práce z českých vysokých škol. Univerzita poskytuje sociální a ubytovací stipendia a podporu studentům se speciálními potřebami, stejně jako možnost ubytování a stravování ve svých zařízeních, aby zpřístupnila studium i studentům se znevýhodněním.
Univerzita Karlova se od svého založení podílí na formování českého sociálního a kulturního života. Z jejích absolventů se rekrutují přední osobnosti kultury, byznysu i politiky. Řada jejích absolventů uspěla i v globálním měřítku a dosáhla vědecké excelence. Vystudovali ji i někteří nositelé Nobelových cen jako biochemik Carl Ferdinand Cori, biochemička Gerty Coriová či chemik Jaroslav Heyrovský, slavní spisovatelé jako Karel Čapek či Franz Kafka i politici jako československý prezident Edvard Beneš a první předseda vlády Československa Karel Kramář.

## Historie

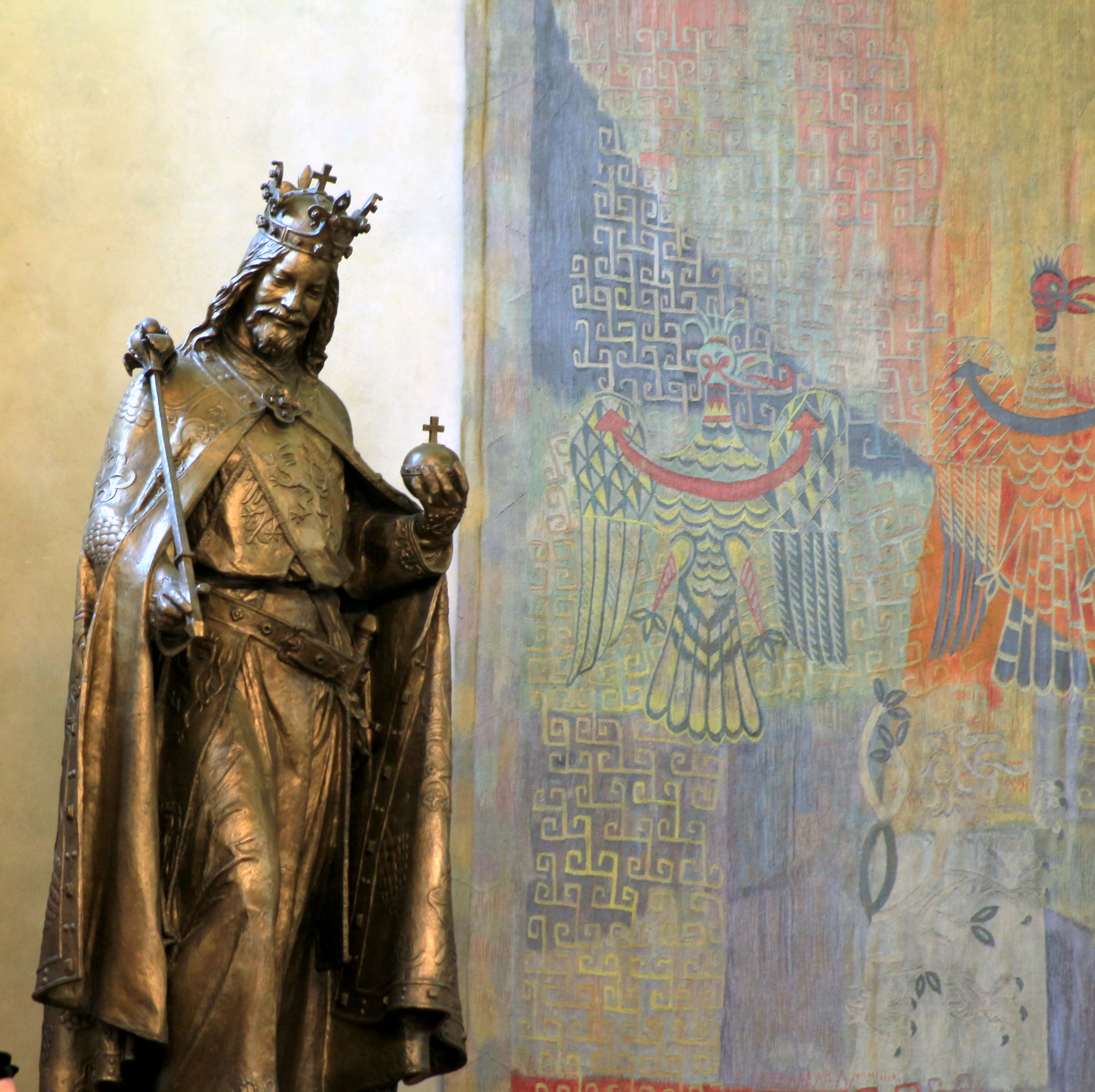
Socha Karla IV. ve Velké aule Karolina

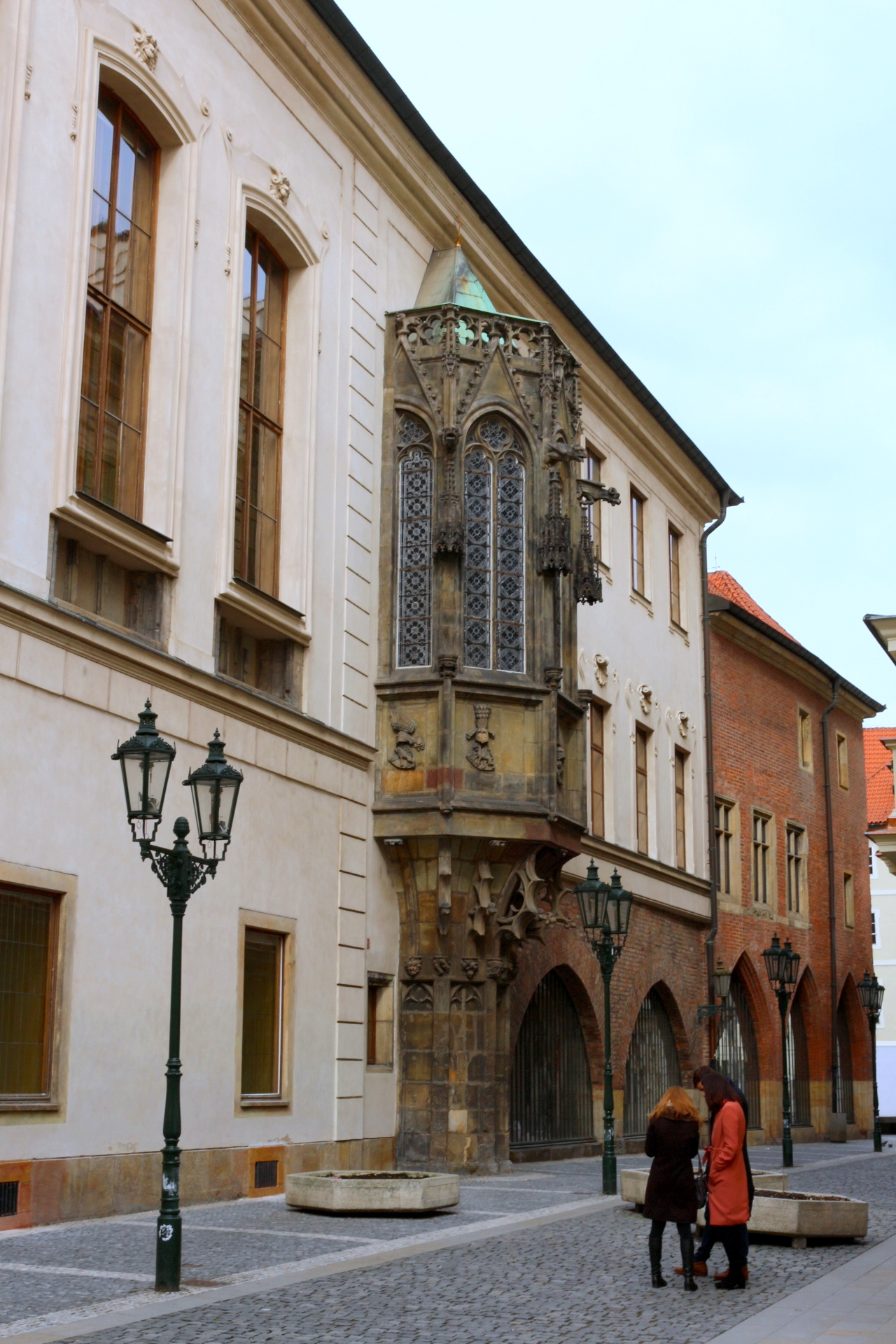
Historická budova Karolina s arkýřem Velké auly

### Středověká, stavovská a jezuitská univerzita

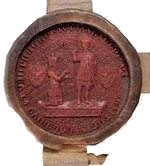
Pečeť Univerzity Karlovy (kolem roku 1360)

Pražská univerzita byla založena nejméně třemi akty, totiž zakládající listinou papeže (bulou) Klementa VI., potvrzenou v Avignonu 26. ledna 1347, nadační listinou Karla IV. ze dne 7. dubna 1348 a konečně tzv. Eisenašským diplomem ze 14. ledna 1349. Nejpozději od poloviny 19. století se jako den jejího založení slaví 7. duben 1348. Vzorem pro její uspořádání byly univerzity v Paříži, Bologni a Neapoli, studium začínalo na fakultě svobodných umění („artistické“) a mohlo pokračovat na fakultě teologické, právnické nebo lékařské. 
Pro rozhodování o celouniverzitních záležitostech byli studenti i učitelé v té době rozděleni do 4 „národů“: českého, bavorského, polského a saského. Český národ zahrnoval obyvatele Čech i Moravy, jak česky, tak německy mluvící, dále Jihoslovany a obyvatele Uher. Bavorský zahrnoval Rakušany, Šváby, obyvatele Frank i Porýní, polský Slezany, Poláky a Rusy, saský obyvatele Míšeňska, Durynska, Horního/Dolního Saska, Dánska a Švédska. Studenti české národnosti tvořili 16–20 % z celkového počtu studentů.
Studium sice začalo už v roce 1347, rozbíhalo se však pomalu a podstatným krokem bylo založení Karlovy koleje roku 1366 a velkorysá stavba Karolina roku 1383. V roce 1409 upravil král Václav IV. Kutnohorským dekretem rozhodovací pravomoci ve prospěch českých reformistů, což vedlo k odchodu většiny profesorů a studentů, z nichž část se rozhodla založit univerzitu v Lipsku. Tímto odchodem došlo ke snížení významu pražské univerzity a ta se stala pouhou regionální, postupně upadající univerzitou, od husitských bouří univerzitou podobojí (utrakvistickou), což ji mezinárodně izolovalo.
Od poloviny 15. století měla pouze fakultu artistickou a i když zde působilo několik významných vědců, pečovala hlavně o výchovu učitelů. V polovině 16. století, když v Praze vznikla jezuitská kolej, povýšená císařem Matyášem roku 1611 na univerzitu, musela stará univerzita čelit silné mezinárodní konkurenci, a po porážce stavovského povstání roku 1620 byla roku 1622 nejprve odevzdána jezuitům. Roku 1654 císař Ferdinand III. prosadil dohodu všech stran o vytvoření jedné univerzity Karlo-Ferdinandovy se čtyřmi fakultami, přičemž fakulta filosofická a teologická zůstala ve správě jezuitů, arcibiskup byl potvrzen ve funkci kancléře, kterou však v praxi obvykle vykonával rektor.

### Osvícenský absolutismus
Ve sporech mezi arcibiskupem a císařem byla nakonec univerzita podřízena státu a od poloviny 18. století přetvořena na učiliště pro výchovu učitelů, kněží, lékařů a úředníků absolutistického státu. Jezuité byli z univerzity vykázáni a vyučovacím jazykem se stala místo latiny němčina. Roku 1848 se univerzitní studenti významně podíleli na povstání a roku 1849 změnil ministr hrabě Leopold Lev z Thun-Hohensteinu novým zákonem všechny rakouské univerzity podle německého von Humboldtova vzoru na svobodná učiliště věd s jistou autonomií. Ve druhé polovině 19. století ovšem rostlo napětí mezi Čechy a Němci, až roku 1882 byla univerzita rozdělena na českou a německou. Počty studentů pak rychle rostly a čeští studenti měli brzy početní převahu; obě univerzity získaly řadu nových budov. Na německé univerzitě působili například vědci Ernst Mach, Christian Doppler a Albert Einstein, nebo pozdější rakouský politik Anton Rintelen, na české také pozdější prezident Tomáš Garrigue Masaryk.

### Československá republika
Po pádu Rakousko-Uherska a založení Československa rozhodl Československý parlament zákonem z roku 1920 (tzv. lex Mareš), že nositelem tradice pražské univerzity je nadále česká Univerzita Karlova. V následujících letech vznikla řada nových budov, a to i pro univerzitu německou, rozšířilo se studium žen a vznikly i nové fakulty přírodovědecké. Národnostní napětí však pokračovalo a po nástupu nacismu v Německu se k němu pražská německá univerzita do značné míry přiklonila. Po obsazení Československa a studentských manifestacích roku 1939 byly české vysoké školy „dočasně“ uzavřeny a majetek UK převzala univerzita německá.

### Po roce 1945
V roce 1945 byla německá univerzita zrušena a její majetek převzala UK, řada historických dokumentů (včetně zakládací listiny) se však při té příležitosti ztratila. V poválečných letech rychle rostl počet studentů, po komunistickém převzetí moci v únoru 1948 však byla téměř čtvrtina vyloučena a mnoho učitelů propuštěno. Radikální reformy ministra Zdeňka Nejedlého roku 1950 se řídily podle sovětských vzorů, zavedly povinné studijní programy, množství zkoušek a univerzitu zcela podřídily státu. Věda a výzkum byly z velké části převedeny do Akademie věd. Podporu měly hlavně přírodovědecké obory, vznikla Matematicko-fyzikální fakulta (1952), Fakulta tělesné výchovy a sportu (1953) a Fakulta technické a jaderné fyziky (1955). Po jistém pokusu o liberalizaci v šedesátých letech postihla i UK tzv. „normalizace“, tj. rozsáhlé čistky mezi studenty i učiteli. Některé obory si přesto udržely jistou úroveň i prestiž.
Po tzv. sametové revoluci v r. 1989, o niž se přičinili i pražští studenti, byla obnovena akademická svoboda, senáty a volby funkcionářů a roku 1998 byly státní vysoké školy přetvořeny na školy veřejné s vlastním majetkem a rozhodováním. Prudkému růstu počtu studentů však neodpovídal nárůst financí a zejména investic, takže se řada fakult začala potýkat s prostorovými problémy. Postupně se dařilo navazovat přerušené mezinárodní styky včetně studentských výměn a stále větší důraz se začal klást na vědeckou činnost univerzit. V roce 2009 vyprodukovala UK podle vládní metodiky téměř třetinu celého základního výzkumu v ČR (více než třetina připadla na Akademii věd ČR, zbytek na všechny ostatní vysoké školy v ČR).
Podle přílohy zákona č. 172/1990 Sb. se univerzita od roku 1990 nazývala „Univerzita Karlova v Praze“, příloha zákona č. 111/1998 Sb. toto jméno potvrdila. V roce 2009 se ale objevily snahy o návrat k názvu bez dodatku označujícího její sídelní město, jak bylo určeno už zákonem o poměru pražských univerzit z roku 1920. Ovšem až v roce 2016 byl zákon o vysokých školách novelizován tak, že název školy se skutečně od září téhož roku změnil pouze na „Univerzita Karlova“ bez dodatku označujícího její sídlo.

### Po roce 2000
K 31. prosinci 2009 studovalo na UK již 52 842 studentů v 625 studijních oborech, z toho 7972 doktorských studentů a přes 7 tisíc cizinců. V tomtéž roce 2009 dostala UK 61 621 přihlášek ke studiu a přijala 18 020 nových studentů. Nezaměstnanost jejích absolventů byla 1,6 %, což je (spolu s VŠE Praha) nejnižší hodnota v ČR. V rámci programu Erasmus vycestovalo na semestr 1858 a přicestovalo 1759 studentů. V placených kurzech celoživotního vzdělávání studovalo 16 555, na Univerzitě třetího věku 4574 zájemců. Z celkem 12 474 zaměstnanců bylo asi 640 profesorů, přes 1000 docentů, 1500 vědeckých pracovníků a přes 4600 asistentů a lektorů. Rozpočet univerzity činil v roce 2009 již přes 8 mld. Kč, z toho téměř 2,5 mld. jsou vlastní příjmy (mimo státní rozpočet), v roce 2018 to bylo 10,675 mld. Kč.

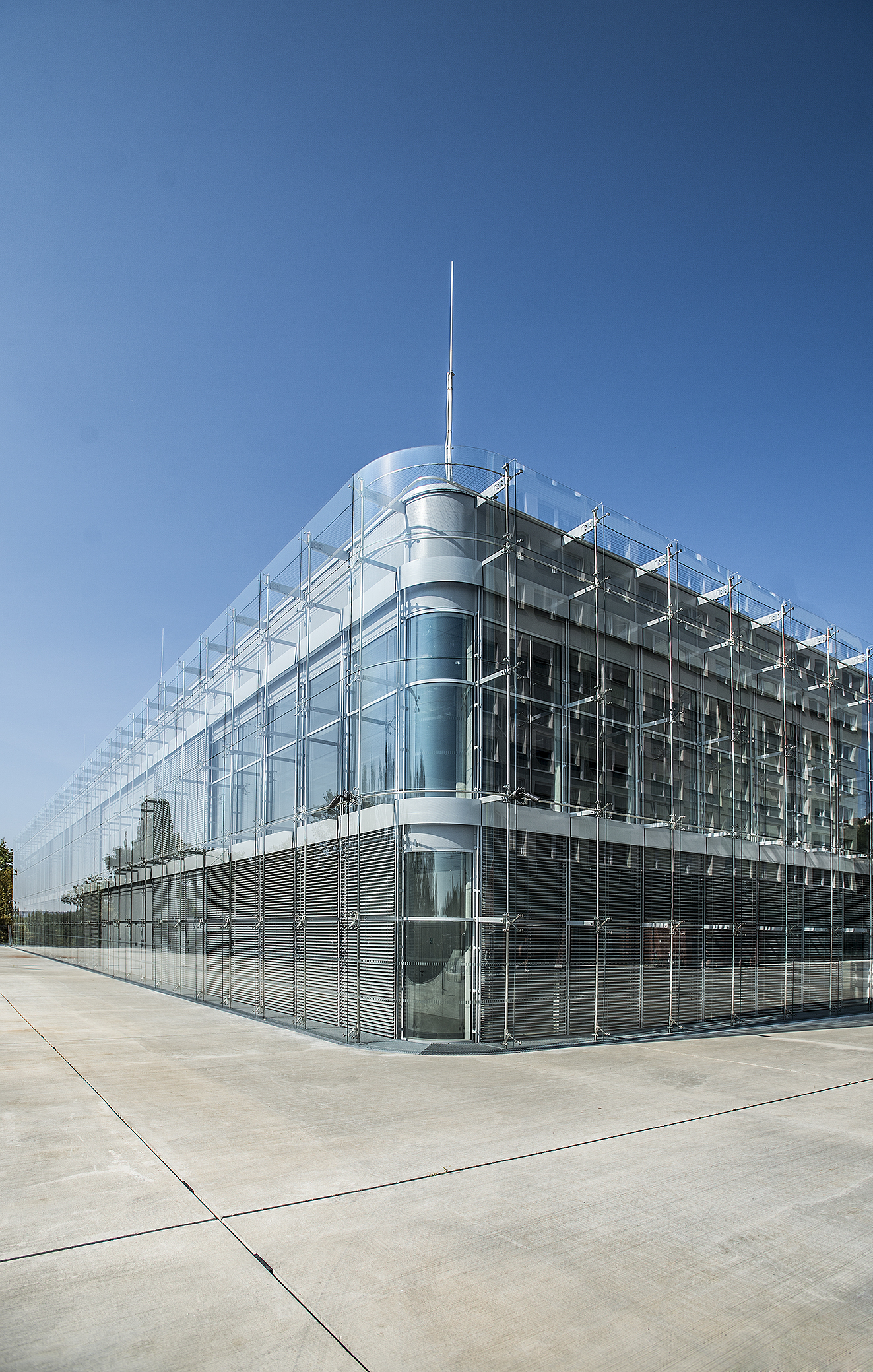
Budova Fakulty humanitních studií Univerzity Karlovy

Také v oblasti vědy a výzkumu zaujímá UK významné místo nejen v rámci České republiky. Na produkci mezinárodně hodnocených – hlavně přírodovědeckých a medicínských – publikací (WoS) se UK podílí 30 % z celé produkce ČR, mezinárodní bibliometrický h-index vzrostl na 42 a je nejvyšší v ČR. V mezinárodních žebříčcích (Shanghai University, Times HE Supplement), které ovšem silně preferují přírodní a lékařské vědy a anglicky mluvící země, se umisťuje jako jediná v ČR a jedna ze tří ve východní Evropě mezi prvními 500, a to někde kolem 250. místa.
Univerzita své akademické obci rovněž poskytuje řadu podpůrných služeb, mezi které patří ubytování, stravování (Koleje a menzy, KaM), vydavatelská činnost (nakladatelství Karolinum) a knihovny. Celkový knihovní fond činí přes 4,66 mil. svazků. 17 fakult UK pak připravuje odborníky pro širokou oblast:
- humanitních a společenských věd včetně učitelství, práva, filologie a překladatelství, žurnalistika a knihovnictví, teologie a věd o umění,
- přírodních věd, včetně matematiky a informatiky,
- lékařských věd, včetně zdravotnictví a farmacie,
- sportu.

V řadě oborů je Univerzita Karlova jedinou vysokou školou v ČR, která dané vzdělání nabízí.

#### Kultura, sport, spolky
Na univerzitě působí desítky studentských organizací. Při univerzitě působí tři hudební sbory: Sbor Univerzity Karlovy, Vysokoškolský umělecký soubor Univerzity Karlovy a Smíšený pěvecký sbor Univerzity Karlovy a jeden orchestr (Orchestr Univerzity Karlovy). Uděluje Medaili Emanuela Bořického a Bolzanovu cenu.
UK má také vlastní časopis Forum a internetový magazín iForum. Studenti spojení v občanském sdružení UK media provozují celouniverzitní zpravodajský portál UKáčko.cz a vydávají tištěné časopisy Sociál na Fakultě sociálních věd a FFakt na Filozofické fakultě. Kromě toho vychází na Fakultě humanitních studií časopis Humr a na Právnické fakultě Primalex.

#### Technologický transfer
Univerzita Karlova založila v roce 2018 svou dceřinou společnost Charles University Innovations Prague, čímž se zařadila mezi jiné zahraniční univerzity, na kterých podobný model technologického transferu již úspěšně funguje. Univerzita Karlova je první vysokou školou, která jej uplatnila v České republice.
Ke konci roku 2020 již vznikly první 3 spin-off společnosti Univerzity Karlovy, a to Charles Games (vývoj a distribuce počítačových her a studentský inkubátor), LAM-X (vývoj nových světlem aktivovaných nanomateriálů) a GeneSpector (vývoj a distribuce kitů pro diagnostiku virových onemocnění).
V roce 2022 má univerzita již celkem 8 spin-off společností.

## Fakulty a pracoviště

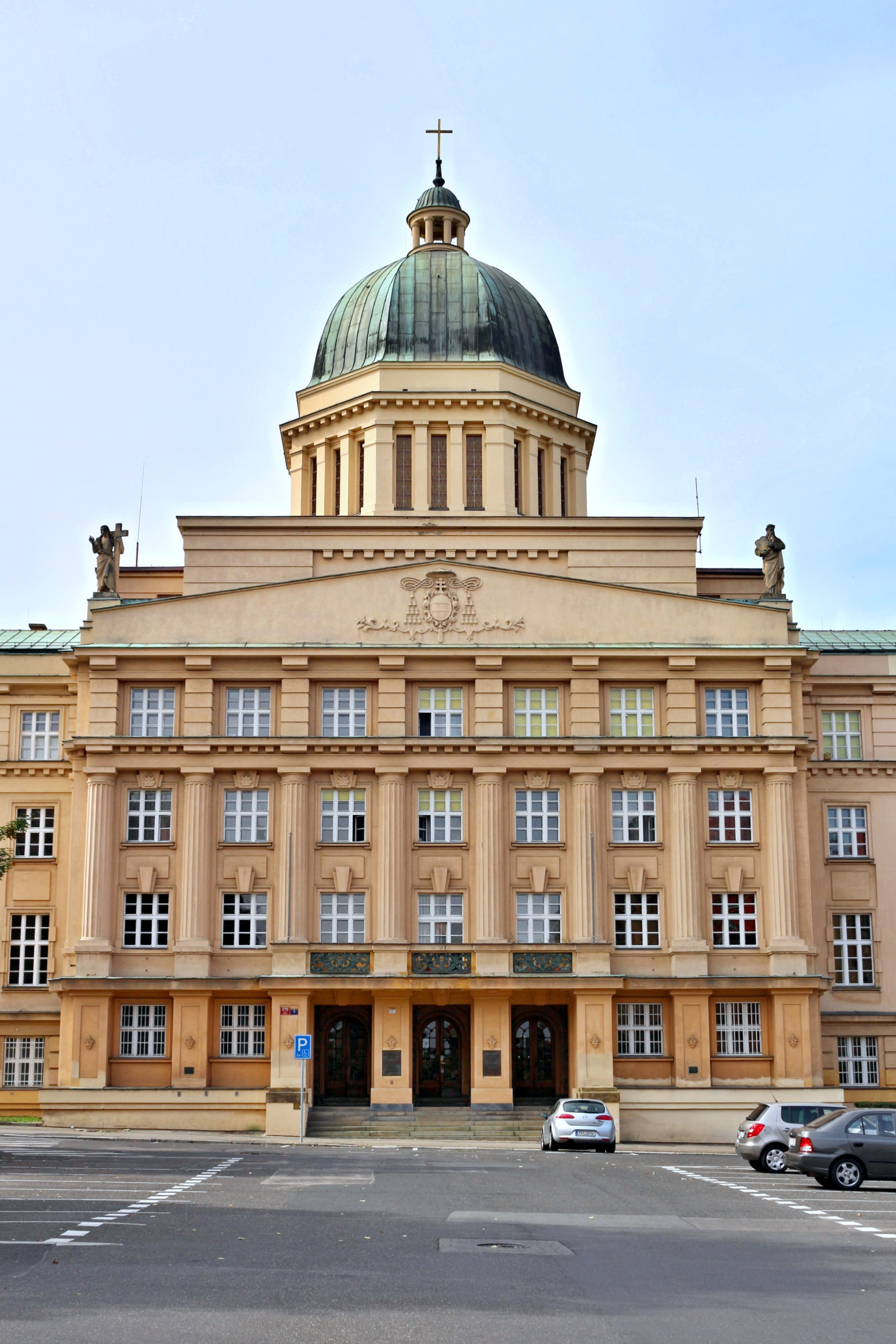
Budova Katolické teologické fakulty

Mezi původní čtyři fakulty Univerzity Karlovy patřily: právnická, lékařská, teologická (nyní katolická teologická) a artistická (nyní filozofická). Dnes UK tvoří 17 fakult sídlících především v Praze, dvě sídlí v Hradci Králové a jedna v Plzni.

### Katolická teologická fakulta
Podrobnější informace naleznete v článku Katolická teologická fakulta Univerzity Karlovy.
Katolická teologická fakulta Univerzity Karlovy (KTF UK) je jednou ze tří teologických fakult univerzity.

### Evangelická teologická fakulta
Podrobnější informace naleznete v článku Evangelická teologická fakulta Univerzity Karlovy.
Evangelická teologická fakulta se zavazuje k pozornosti vůči biblickému svědectví a k naslouchání dědictví české i evropské reformace a ke snaze uvádět obé do rozhovoru s tradicemi křesťanské ekumeny a s myšlenkovými a duchovními proudy dnešního lidstva. (Statut ETF UK)

### Husitská teologická fakulta
Podrobnější informace naleznete v článku Husitská teologická fakulta Univerzity Karlovy.
Husitská teologická fakulta Univerzity Karlovy (HTF UK) je jednou ze tří teologických fakult této univerzity. Fakulta byla otevřena zájemcům poprvé v akademickém roce 1921/1922. Tehdy nesla název Husova československá evangelická fakulta bohoslovecká. Roku 1990 byla začleněna do UK.

### Právnická fakulta
Podrobnější informace naleznete v článku Právnická fakulta Univerzity Karlovy.
Právnická fakulta Univerzity Karlovy (PF UK) uskutečňuje vzdělávací a vědeckou činnost v oboru právo. Je jednou ze čtyř původních fakult této univerzity, založena byla spolu s ní už v roce 1348. Od roku 1372 se oddělila v samostatnou právnickou univerzitu, která zanikla počátkem husitských válek. Fakulta byla obnovena až roku 1624 a současná právnická fakulta se navíc odvozuje od rozdělení celé univerzity na českou a německou roku 1882.

### 1. lékařská fakulta

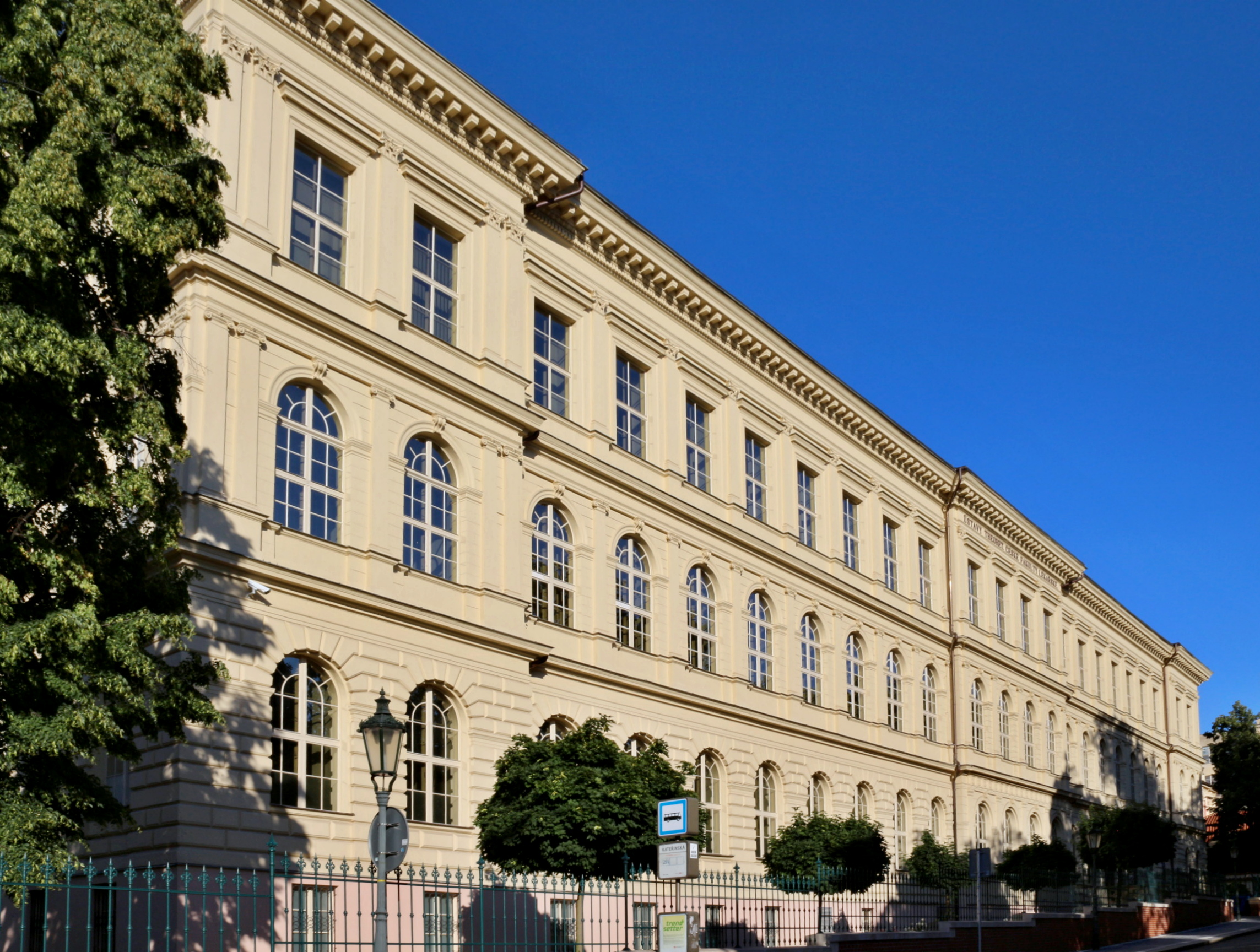
Děkanát 1. lékařské fakulty Univerzity Karlovy v Praze.

Podrobnější informace naleznete v článku 1. lékařská fakulta Univerzity Karlovy v Praze.
1. lékařská fakulta Univerzity Karlovy v Praze je jednou z pěti lékařských fakult Univerzity Karlovy. Jde o přímou pokračovatelku původní lékařské fakulty, která byla součástí univerzity již od jejího založení králem Karlem IV. (spolu s fakultou artistickou - později filosofickou, právnickou a teologickou). Ve znaku fakulty je pelikán, symbol lékařství, který obětavě krmí svá mláďata. Děkanát sídlí v Kateřinské ulici, většina teoretických ústavů se nachází v oblasti Karlova náměstí a Albertova. Kliniky jsou pak součástí několika pražských nemocnic, zejména Všeobecné fakultní nemocnice, dále Ústřední vojenské nemocnice, Nemocnice na Bulovce, Thomayerovy nemocnice v Krči nebo Fakultní nemocnice v Motole.

### 2. lékařská fakulta
Podrobnější informace naleznete v článku 2. lékařská fakulta Univerzity Karlovy v Praze.
2. lékařská fakulta Univerzity Karlovy je jednou ze tří pražských fakult, které se hlásí k tradici původní lékařské fakulty univerzity založené v roce 1348. Rozhodnutím Ministerstva vysokých škol ČSR došlo v roce 1953 k rozdělení lékařské fakulty na tři samostatně vystupující fakulty, včetně Fakulty dětského lékařství se sídlem v Motole. Transformace jejího charakteru následovala po sametové revoluci v roce 1990, kdy se uskutečnila změna názvu na 2. lékařskou fakultu UK.

### 3. lékařská fakulta
Podrobnější informace naleznete v článku 3. lékařská fakulta Univerzity Karlovy v Praze.
3. lékařská fakulta Univerzity Karlovy (UK 3. LF) byla založená v roce 1953. Její původní název zněl Lékařská fakulta hygienická Univerzity Karlovy (LFH UK). Ke změně na 3. lékařskou fakultu UK a transformaci jejího charakteru došlo po sametové revoluci od roku 1990.

### Lékařská fakulta v Plzni

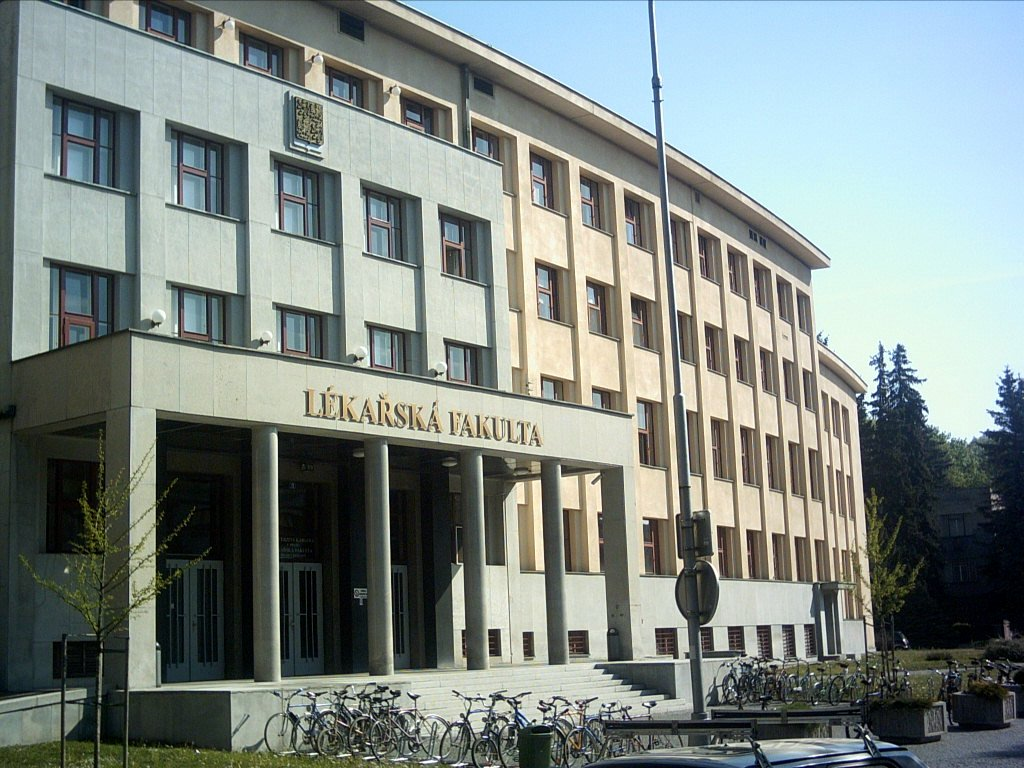
Lékařská fakulta v Hradci Králové

Podrobnější informace naleznete v článku Lékařská fakulta v Plzni Univerzity Karlovy.
Lékařská fakulta v Plzni je jednou ze tří fakult UK, které nesídlí v Praze (dvě další se nacházejí v Hradci Králové). Výuka studentů a vědecký výzkum probíhají v úzké spolupráci s Fakultní nemocnicí Plzeň.

### Lékařská fakulta v Hradci Králové
Podrobnější informace naleznete v článku Lékařská fakulta v Hradci Králové Univerzity Karlovy.
Královéhradecká lékařská fakulta navazuje na místní pobočku původní Lékařské fakulty Univerzity Karlovy, která byla založena v Hradci Králové dekretem prezidenta republiky v roce 1945. Ta byla v roce 1951 zrušena a na jejím místě byla rozkazem prezidenta republiky zřízena Vojenská lékařská akademie Jana Evangelisty Purkyně. I toto opatření však nebylo trvalé a již po sedmi letech byla z lékařské akademie vytvořena samostatná lékařská fakulta, která byla začleněna do Univerzity Karlovy (Vojenská lékařská akademie Jana Evangelisty Purkyně byla v roce 1988 obnovena a v roce 2004 se z ní stala Fakulta vojenského zdravotnictví Univerzity obrany).

### Farmaceutická fakulta v Hradci Králové
Podrobnější informace naleznete v článku Farmaceutická fakulta v Hradci Králové Univerzity Karlovy.
Farmaceutická fakulta Univerzity Karlovy v Hradci Králové byla založena v roce 1969 nařízením vlády číslo 100/1969 Sb. Oficiální slavnostní otevření fakulty s imatrikulací prvních 51 studentů se uskutečnilo dne 24. ledna 1970. Generální návrh urbanistického řešení školního areálu kolem ulice Akademika Heyrovského vytvořil Karel Schmied starší.

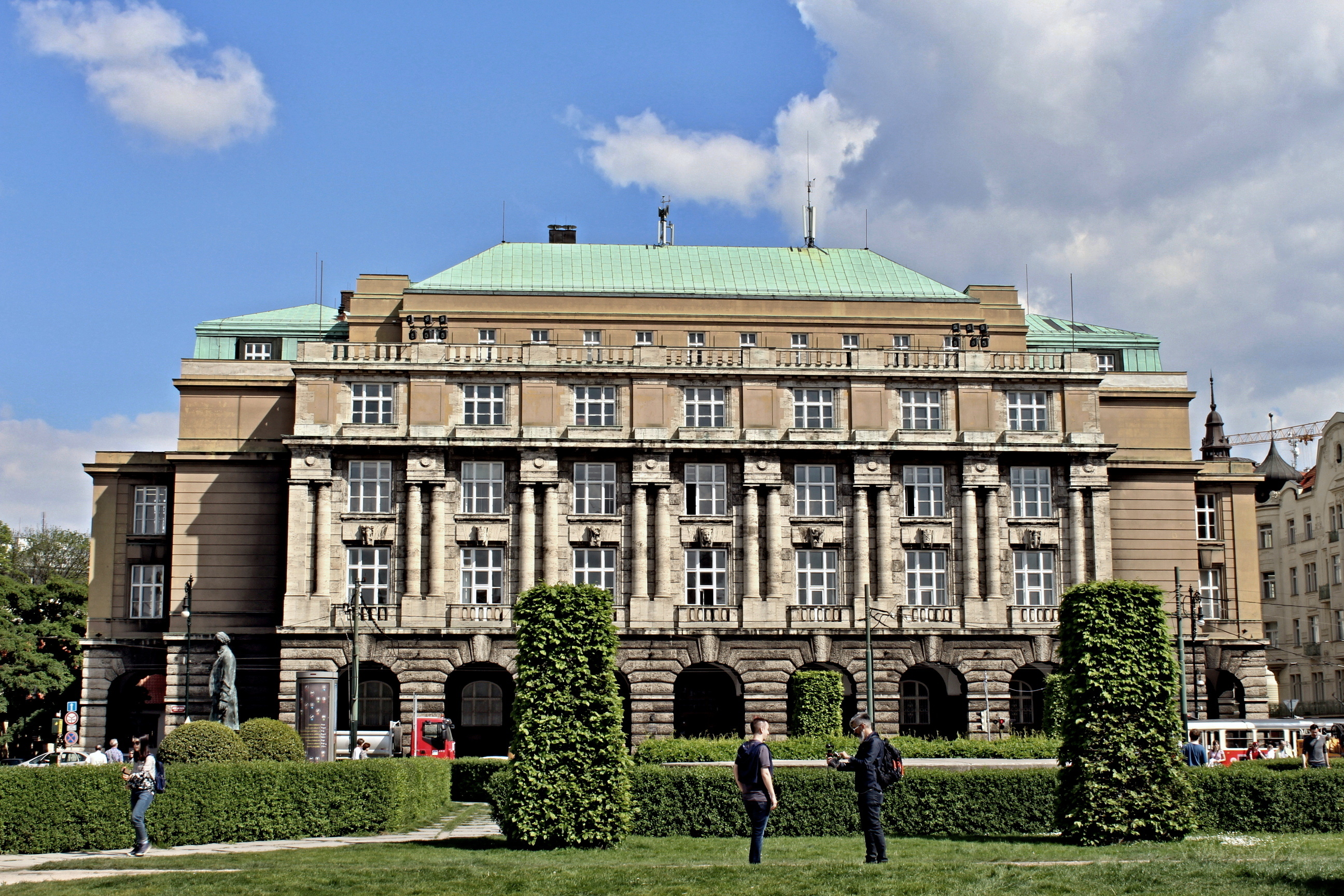
Hlavní budova Filozofické fakulty UK

### Filozofická fakulta
Podrobnější informace naleznete v článku Filozofická fakulta Univerzity Karlovy.
Filozofická fakulta Univerzity Karlovy (FF UK) v Praze, založená jako jedna ze čtyř původních fakult pražské univerzity z roku 1348. Ve více než sedmdesáti oborech studuje přes 8000 studentů vyučovaných 700 pedagogy, mezi něž patří světové osobnosti jako překladatel Martin Hilský, teolog Tomáš Halík a egyptolog Miroslav Verner. V minulosti zde působil například Jan Hus, Tomáš Garrigue Masaryk, Edvard Beneš, Karel Čapek, Jan Patočka či Ernst Mach.

### Přírodovědecká fakulta
Podrobnější informace naleznete v článku Přírodovědecká fakulta Univerzity Karlovy.
Přírodovědecká fakulta Univerzity Karlovy (PřF UK, lat. Facultas Rerum Naturalium) vznikla v roce 1920 oddělením přírodovědeckých a matematických oborů od tehdejší filosofické fakulty. V meziválečném období došlo k značnému rozvoji a na její půdě působila celá řada významných osobností. Fakulta a její areál na pražském Albertově byly svědky důležitých dějinných událostí, studentské manifestace v listopadu 1939 a o padesát let později listopadové demonstrace studentů 17. listopadu 1989.

### Matematicko-fyzikální fakulta

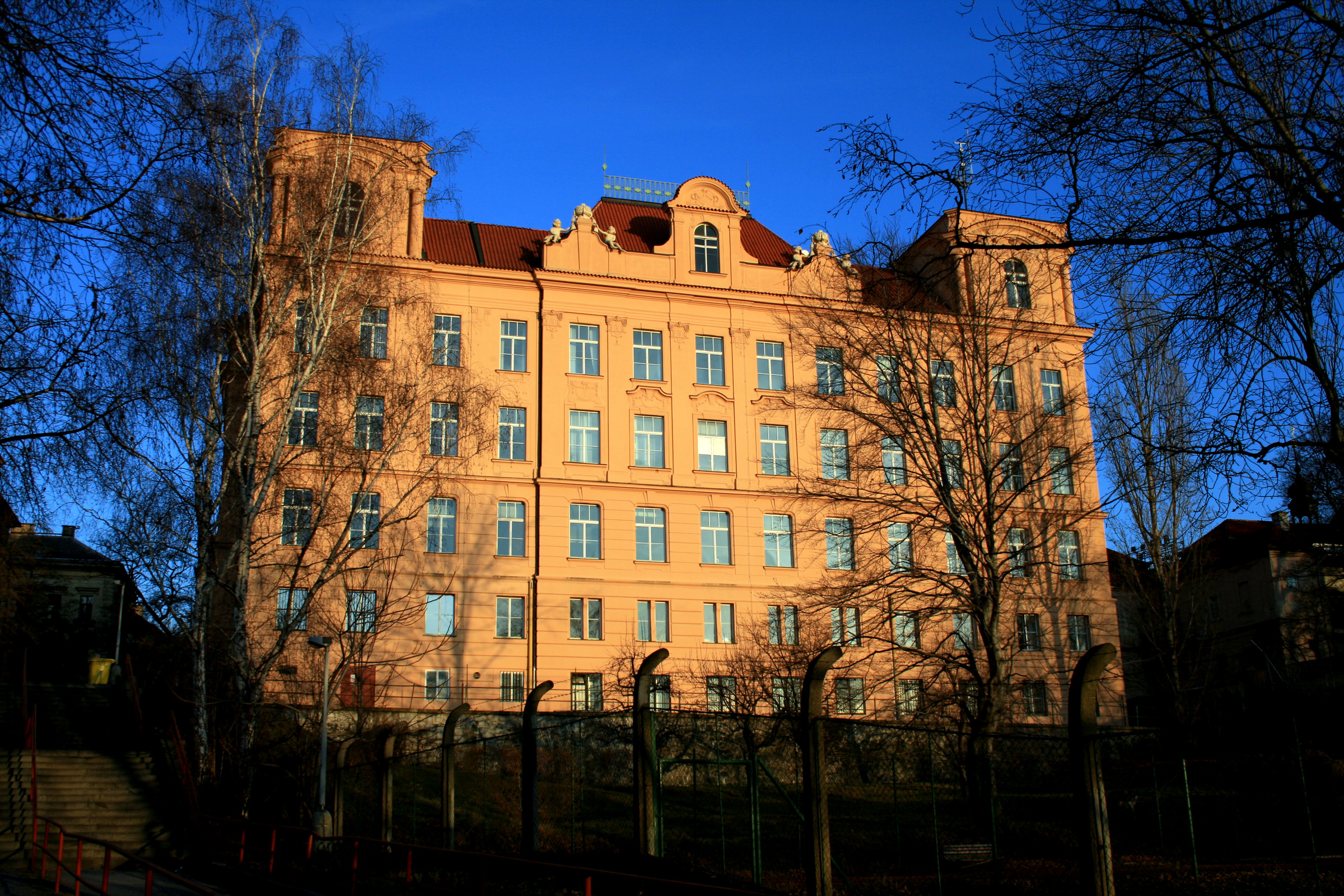
Budova fyziky Matematicko-fyzikální fakulty Karlovy Univerzity

Podrobnější informace naleznete v článku Matematicko-fyzikální fakulta Univerzity Karlovy.
Matematicko-fyzikální fakulta Univerzity Karlovy (zkratka MFF UK, známá i jako Matfyz) se skládá z budov, které se nachází na pěti místech v Praze – v profesním domě na Malé Straně, na Karlově, v Karlíně, Troji a Hostivaři. Fakulta vznikla 1. září 1952 vyčleněním z Přírodovědecké fakulty. Kromě fyzikálních a matematických oborů se na MFF UK vyučuje i informatika. Fakulta se pravidelně umisťuje na vysokých pozicích v nejrůznějších českých i zahraničních žebříčcích hodnocení vysokých škol.

### Pedagogická fakulta

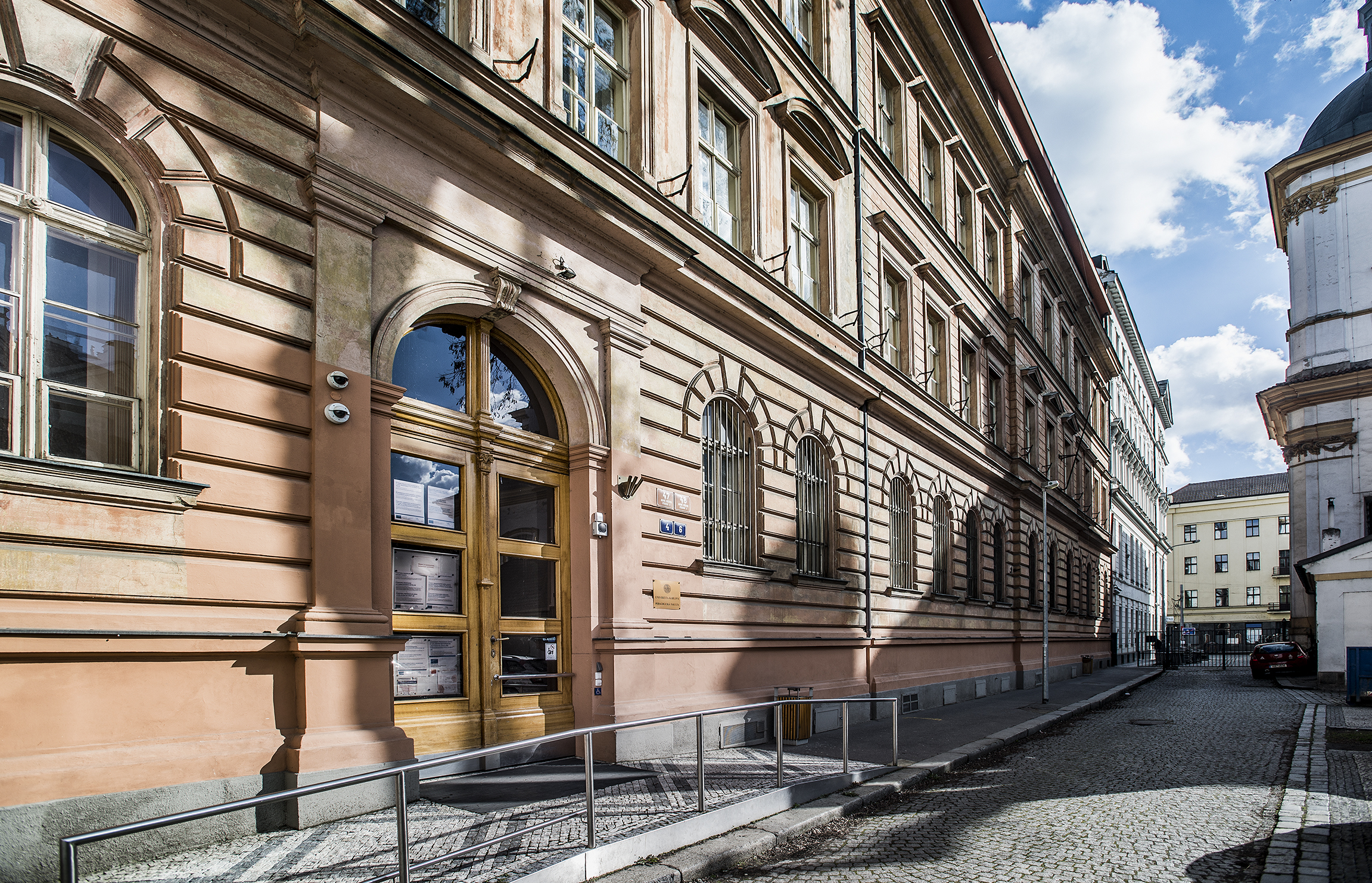
Hlavní budova Pedagogické fakulty Univerzity Karlovy

Podrobnější informace naleznete v článku Pedagogická fakulta Univerzity Karlovy.
Pedagogická fakulta Univerzity Karlovy (zkratka PedF UK) vznikla v listopadu 1946 na základě dekretu prezidenta republiky Edvarda Beneše a zákona o zřízení pedagogických fakult na všech tehdejších univerzitách.

### Fakulta sociálních věd
Podrobnější informace naleznete v článku Fakulta sociálních věd Univerzity Karlovy.
Fakulta sociálních věd byla ustavena 1. června 1990 jako nástupce v sedmdesátých letech zrušené Fakulty sociálních věd a publicistiky. V roce 1993 došlo k organizačnímu rozčlenění fakulty na instituty a o rok později přibyl k původním čtyřem (Institut komunikačních studií a žurnalistiky, Institut ekonomických studií, Institut sociologických studií, Institut politologických studií) ještě Institut mezinárodních studií.

### Fakulta tělesné výchovy a sportu
Podrobnější informace naleznete v článku Fakulta tělesné výchovy a sportu Univerzity Karlovy.
Fakulta tělesné výchovy a sportu Univerzity Karlovy (FTVS UK) vzdělává a vychovává odborníky v oblasti sportu, tělesné výchovy, fyzioterapie a managementu sportu. Je to jedna z nejmladších fakult Univerzity Karlovy.

### Fakulta humanitních studií
Podrobnější informace naleznete v článku Fakulta humanitních studií Univerzity Karlovy.

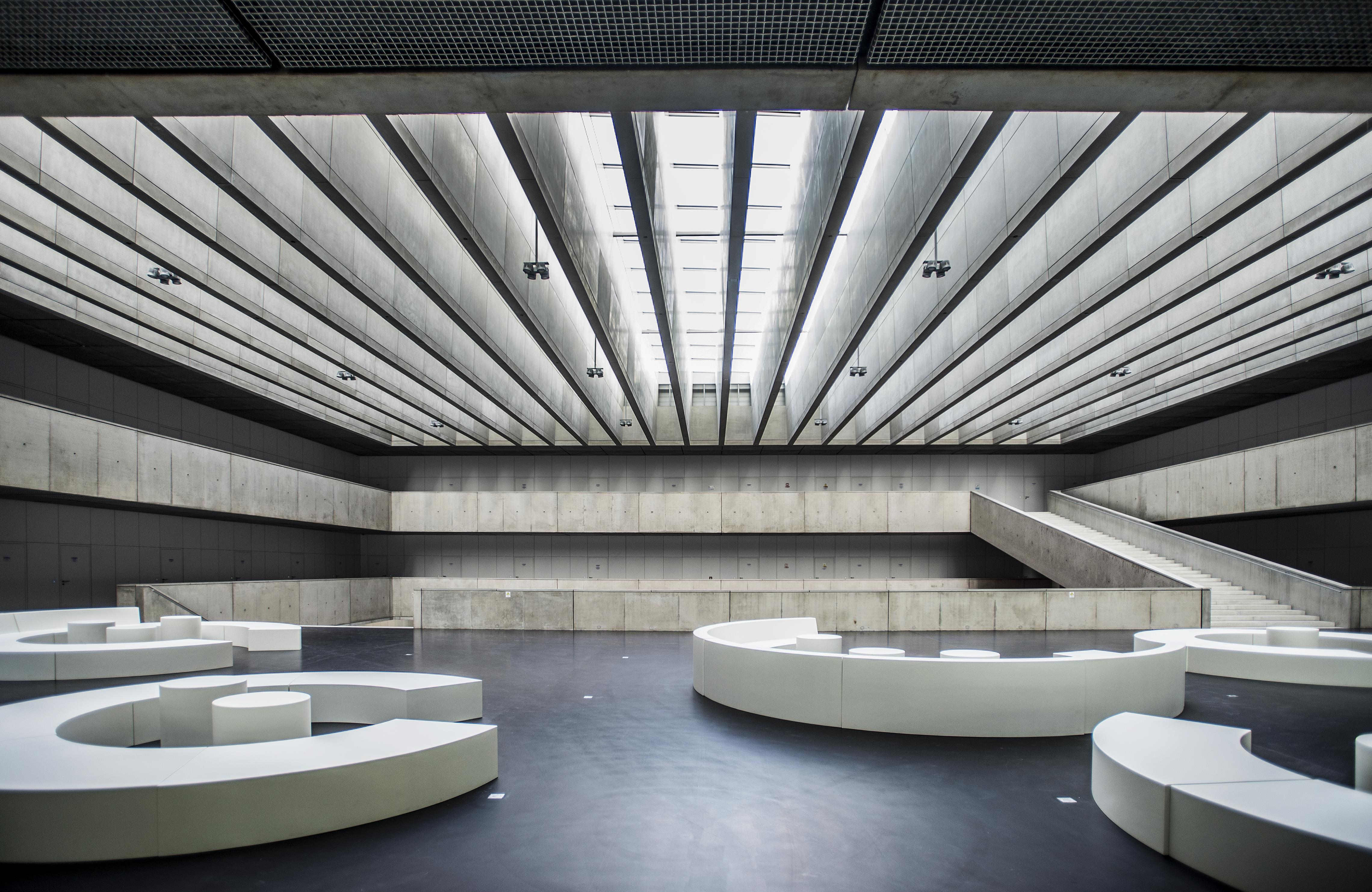
Budova Fakulty humanitních studií Univerzity Karlovy, Atrium

Fakulta humanitních studií Univerzity Karlovy (FHS UK) je nejmladší fakulta UK, vznikla 1. srpna 2000 z Institutu základů vzdělanosti (IZV) téže univerzity a sídlí v Praze. Nabízí studium v bakalářském, navazujícím magisterském a doktorském studiu v řadě humanitních a společenskovědních oborů, některé z nich i v cizích jazycích.

### Další pracoviště

#### Vysokoškolské ústavy
- Ústav dějin Univerzity Karlovy a archiv Univerzity Karlovy
- Centrum pro teoretická studia (CTS)
- Centrum pro ekonomický výzkum a doktorské studium CERGE-EI
- Centrum pro otázky životního prostředí

#### Jiná pracoviště
- Ústav výpočetní techniky
- Centrum pro přenos poznatků a technologií

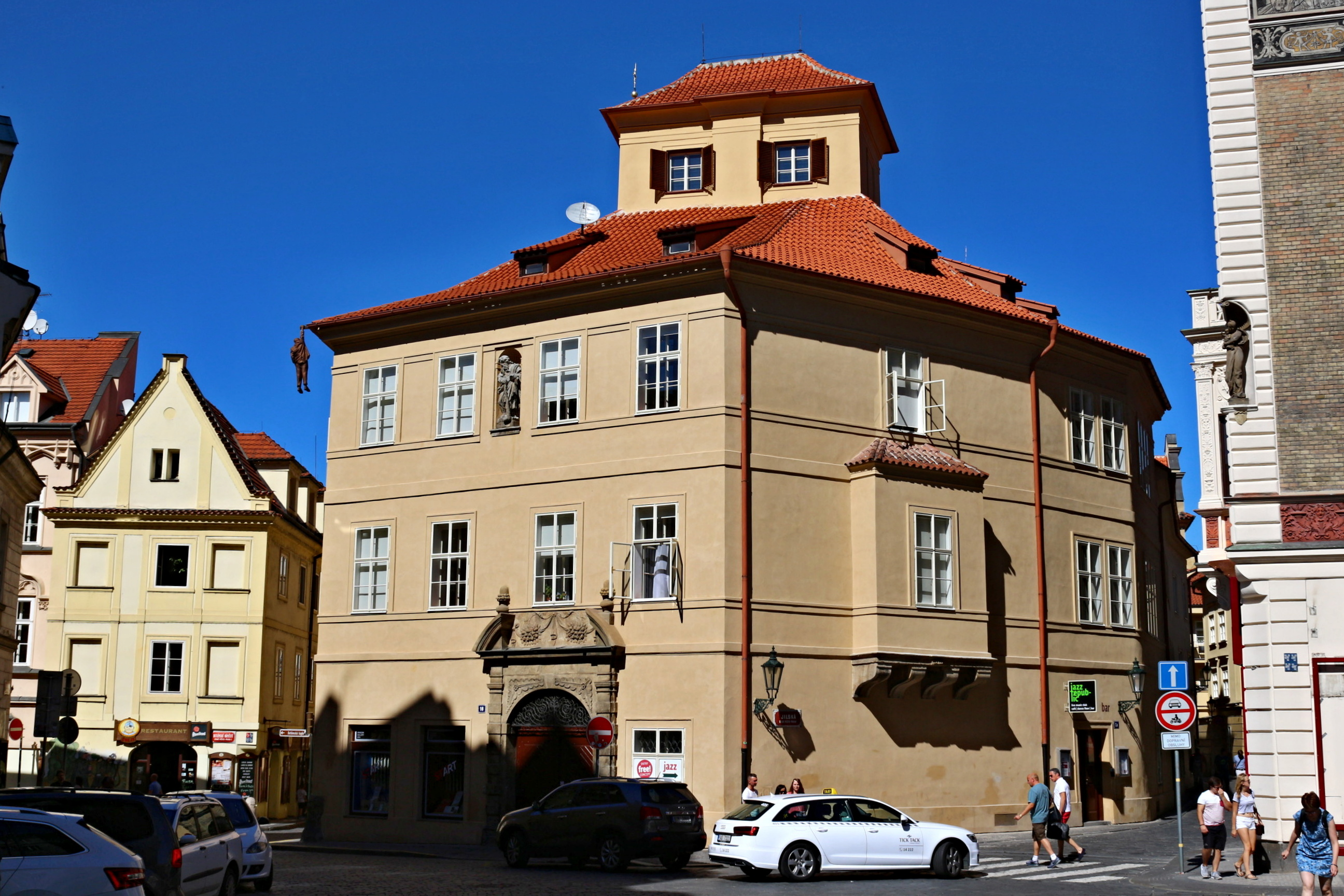
Sídlo Centra medievistických studií v Jilské ulici v Praze

- Ústav jazykové a odborné přípravy
- Ústřední knihovna
- Agentura Rady vysokých škol

#### Účelová zařízení
- Koleje a menzy
- Arcibiskupský seminář
- Nakladatelství Karolinum
- Správa budov a zařízení
- Sportovní centrum

### Výzkumná pracoviště zřizovaná společně s Akademií věd
- BIOCEV
- Centrum biblických studií
- Centrum medievistických studií
- Centrum pro teoretická studia

### Dceřiná společnost
Podrobnější informace naleznete v článku Charles University Innovations Prague.
Univerzita Karlova založila v roce 2018 svou dceřinou společnost Charles University Innovations Prague jakožto z univerzity vyčleněnou agenturu pro technologický transfer za účelem zrychlení a zefektivnění přenosu výsledků vědy a výzkumu, a to formou zastupování univerzity v jednáních s obchodními partnery z aplikační sféry o licencích či prodeji duševního vlastnictví. Jedním z modelů technologického transferu je také zakládání takzvaných spin-off společností, které se věnují rozvoji z univerzity vzešlého duševního vlastnictví. CUIP se vedle své primární role technologického transferu v rámci Univerzity Karlovy nyní věnuje také spolupráci na transferu z dalších akademických a vědeckých institucí pro posílení spolupráce mezi českými univerzitami v oblasti přenosu poznatků a technologií.

## Hodnocení
Univerzita Karlova patří mezi 1 % nejlepších světových univerzit. Je hodnocena jako nejlepší univerzita České republiky a jedna z nejlepších univerzit ve Střední a Východní Evropě, soutěžící o jedno z předních míst s nejlepší ruskou univerzitou, Lomonosovovou univerzitou v a na 31. států BRICS a jiných států mimo tzv. západní svět podle hodnocení londýnského deníku The Times, přičemž Varšavská univerzita byla ohodnocena jako 23.
Univerzitu Karlovu dlouhodobě vyhodnocuje organizace Academic Ranking of World Universities jako nejlepší v České republice, jednu z nejlepších v regionu střední a východní Evropy a v celosvětovém žebříčku ji zařadila v roce 2020 na 201.–300. místo. Žebříček QS World University Rankings, k v roce 2020 ji zařadil v roce 2022 na 266. místo. Oba žebříčky ji označují za nejlepší vysokou školu v České republice.
V celosvětovém měřítku se Karlova univerzita umístila v roce 2022 jako 301.–400. mezi univerzitami celého světa hodnocenými dle Academic Ranking of World Universities (tzv. Šanghajský žebříček), jako 233. z 500 univerzit v QS World University Rankings, jako 401.–500. z 800 univerzit hodnocených v Times Higher Education World University Rankings (výsledek z roku 2015) a jako 485. dle CWTS Leiden Ranking, zohledňujícím 500 univerzit. Dřívější výsledky viz tabulky níže:
| Rok  | Šanghajský žebříček (změna) | QS Ranking (změna) | Times Ranking (změna) | Leiden Ranking (změna) |
| ---- | --------------------------- | ------------------ | --------------------- | ---------------------- |
| 2019 | 201–300                     | 317                | 401–500               | 179                    |
| 2020 | 201–300 (▬)                 | 291 (▲ 26)         | 401–500 (▬)           | 187 (▼)                |
| 2021 | 201–300 (▬)                 | 260 (▲ 31)         | 401–500 (▬)           | 194 (▼)                |
| 2022 | 301–400 (▼)                 | 266 (▼)            | 501–600 (▼)           | 197 (▼)                |
| 2023 | 301–400 (▬)                 | 288 (▼)            | 501–600 (▬)           | 194 (▲)                |
| 2024 | 301–400 (▬)                 | 248 (▲)            | 401–500 (▲)           | 200 (▼)                |
| 2025 | 301–400 (▬)                 | 246 (▲)            | 401–500 (▬)           |                        |
| 2026 |                             | 265 (▼)            |                       |                        |

V QS žebříčku dle předmětů patří Karlova univerzita mezi 51-100 nejlepších univerzit na světe v geografii a lingvistice.
| QS Subject                   | 2011 | 2013    | 2018        | 2020        | 2022    | 2023        | 2024        | 2025        |
| ---------------------------- | ---- | ------- | ----------- | ----------- | ------- | ----------- | ----------- | ----------- |
| Arts & Humanities            | 184  | 137 (▲) | 193 (▼)     | 189 (▲)     | 141 (▲) | 143 (▼)     | 157 (▼)     | 129 (▲)     |
| Natural Sciences             | 174  | 208 (▼) | 197 (▲)     | 228 (▼)     | 165 (▲) | 161 (▲)     | 206 (▼)     | 198 (▲)     |
| Life Sciences & Medicine     | 250  | 246 (▲) | 219 (▲)     | 224 (▼)     | 159 (▲) | 177 (▼)     | 210 (▼)     | 201 (▲)     |
| Social Sciences & Management | 229  | 252 (▼) | 302 (▼)     | 286 (▲)     | 264 (▲) | 258 (▲)     | 326 (▼)     | 326 (▬)     |
| Engineering & Technology     | 325  | 398 (▼) | 401-450 (▼) | 401–450 (▬) | 382 (▲) | 401-450 (▼) | 401–450 (▬) | 451-500 (▼) |

V QS Sustainability Rankings 2023 zaujala Karlova univerzita celosvětově 161.–170. místo, první mezi českými univerzitami.
V žebříčku oborů podle Šanghajského žebříčku byla univerzita v roce 2025 nejlépe hodnocena v oborech ekologie, fyzika, geografie, klinická medicína a finance.
| Shanghai Subject Fields | 2012    | 2013       | 2021       | 2022       | 2025       |
| ----------------------- | ------- | ---------- | ---------- | ---------- | ---------- |
| Ecology                 |         |            |            | 101–150    | 101–150(▬) |
| Physics                 | 151–200 | 101–150(▲) | 101–150(▬) | 101–150(▬) | 151–200(▼) |
| Geography               |         |            |            | 201–300()  | 151–200(▲) |
| Clinical Medicine       |         |            |            | 151–200()  | 151–200(▬) |
| Finance                 |         |            |            | -          | 151–200(▲) |
| Chemistry               |         |            |            | 301–400()  | 201–300(▲) |
| Earth Sciences          |         |            |            | 151–200()  | 201–300(▼) |
| Biological Sciences     |         |            |            | 301–400()  | 201–300(▲) |
| Economics               |         |            | 101–150    | 101–150(▬) | 201–300(▼) |

## Známí absolventi
- Leopold Hasner von Artha (1818–1891), politik
- Edvard Beneš (1884–1948), sociolog a 2. prezident Československa
- Václav Bělohradský (* 1944), filozof a sociolog
- Bernard Bolzano (1781–1848), matematik a filozof
- Max Brod (1884–1968), německy píšící pražský spisovatel
- Carl Ferdinand Cori (1896–1984), biochemik, nositel Nobelovy ceny
- Gerty Coriová (1896–1957), biochemička, nositelka Nobelovy ceny
- Karel Čapek (1890–1938), spisovatel
- Eduard Čech (1893–1960), matematik
- Václav Černý (1905–1987), literární vědec
- Josef Dobrovský (1753–1829), filolog a historik
- Prokop Drtina (1900–1980), právník a politik
- Max Dvořák (1874–1921), historik umění
- Karel Engliš (1880–1961), ekonom
- Karel Farský (1880–1927), teolog
- Jan Gebauer, (1838–1907), lingvista
- Ernest Gellner (1925–1995), sociolog
- Jiří Grygar (* 1936), český astronom, astrofyzik a popularizátor vědy
- Jaroslav Heyrovský (1890–1967), chemik, nositel Nobelovy ceny
- Václav Hlavatý (1894–1969), matematik
- Antonín Holý (1936-2012), chemik
- Milada Horáková (1901–1950), právnička a politička
- Ivan Horbaczewski (1854–1942), chemik a politik
- Bohumil Hrabal (1914–1997), spisovatel
- Miroslav Hroch (* 1932), historik
- Jan Hus (asi 1371–1415), náboženský myslitel a reformátor
- Jakoubek ze Stříbra (1375–1429), teolog
- Jan Janský (1873–1921), objevitel krevních skupin
- Alois Jirásek (1851–1930), spisovatel
- Josef Jireček (1825–1888), slavista a historik
- Josef Jungmann (1773–1847), bohemista
- Franz Kafka (1883–1924), spisovatel
- Karel I. (1887–1922), poslední císař rakouský a král český a uherský
- Miroslav Katětov (1918–1995), matematik
- Egon Erwin Kisch (1885–1948), německy píšící pražský spisovatel a novinář
- Mistr Klaret (1320–1370), teolog a lexikograf
- Václav Kliment Klicpera (1792–1859), spisovatel
- Luboš Kohoutek (1935–2023), astronom
- Jan Stanislav Kolár (1896–1973), herec, režisér
- Jaromír Korčák (1895–1989), geograf, demograf a statistik
- Viktorin Kornel ze Všehrd (1460–1520), právník
- František Kovář (1888–1969), teolog
- Karel Kramář (1860–1937), právník a politik
- Jiří Krupička (1913–2014), geolog a spisovatel
- Křišťan z Prachatic (1370–1439), astronom a lékař
- Milan Kundera (1929–2023), spisovatel
- František Lexa (1876–1960), egyptolog
- Johann Josef Loschmidt (1821–1895), chemik
- Lukáš Pražský (1460–1528), teolog
- Karel Hynek Mácha (1810–1836), básník
- Jan Marcus Marci (1595–1667), lékař
- Vilém Mathesius (1882–1945), lingvista
- Milan Mixa (1875–1959), lékař
- Jan Mukařovský (1891–1975), literární vědec
- Jan Patočka (1907–1977), filosof
- František Martin Pelcl (1734–1801), bohemista
- Georg Placzek (1905–1955), fyzik
- Karel Poláček (1892–1945), český spisovatel, novinář a filmový scenárista
- Leopold Pospíšil (1923–2021), česko-americký právník a antropolog
- Jan Evangelista Purkyně (1787–1869), fyziolog
- Emanuel Rádl (1873–1942), biolog a filosof
- Alois Rašín (1867–1923), ekonom a politik
- Ladislav Smoljak (1931–2010), učitel, redaktor, scenárista, herec a režisér
- Milada Součková (1898–1983), spisovatelka
- Antonín Stecker (1855–1888), cestovatel
- Ferdinand Stolička (1838–1874), paleontolog
- Pavel Stránský (1583–1657), spisovatel a politik
- František Xaver Šalda (1867–1937), spisovatel a kritik
- Ota Šik (1919–2004), ekonom
- František Šmahel (1934–2025), historik
- Alois Vojtěch Šmilovský (1837–1883), spisovatel
- Josef Šusta (1874–1945), historik
- Dominik Tatarka (1913–1989), spisovatel
- Václav Vladivoj Tomek (1818–1905), historik
- Peter Tomka (* 1956), slovenský právník a diplomat
- Dušan Třeštík (1933–2007), český historik a publicista
- Vladislav Vančura (1891–1942), spisovatel
- Michal Viewegh (*1962), spisovatel
- Jan Campanus Vodňanský (1572–1622), humanista
- Petr Vopěnka (1934-2015), matematik a filosof
- Jiří Weil (1900–1959), spisovatel
- René Wellek (1903–1995), literární historik
- Max Wertheimer (1880–1943), psycholog
- Petr Zenkl (1884–1975), politik

## Vedení univerzity

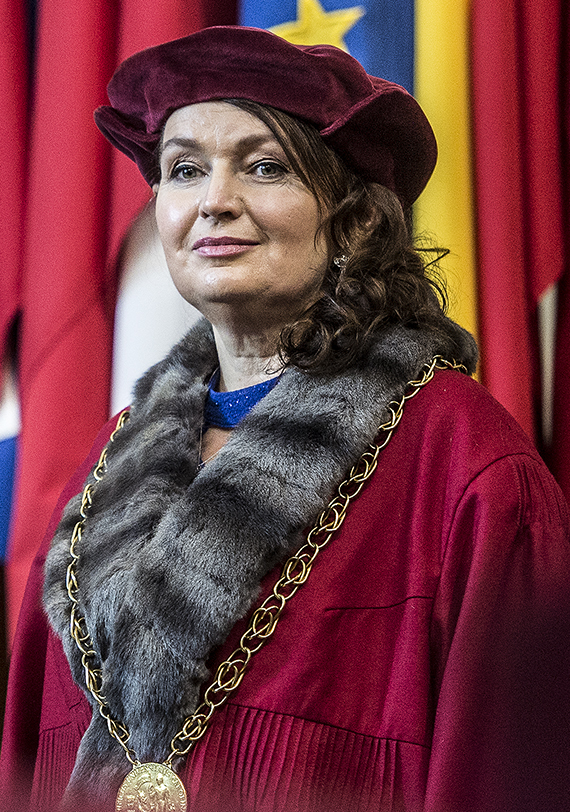
Milena Králíčková, rektorka Univerzity Karlovy od roku 2022

Kolegium rektorky představuje stálý poradní orgán rektora:
- prof. MUDr. Milena Králíčková, Ph.D. – rektorka, profesorka Ústavu histologie a embryologie LFP UK
  - Mgr. et Mgr. Věra Jourová – prorektorka pro rozvoj lidských zdrojů a nové technologie; pověřena řízením agendy vnějších vztahů
  - prof. PhDr. Ladislav Krištoufek, Ph.D. – prorektor pro vědeckou a tvůrčí činnost, profesor Katedry financí a kapitálových trhů IES FSV UK
  - prof. PhDr. Eva Voldřichová Beránková, Ph.D. – prorektorka pro zahraniční záležitosti, profesorka Ústavu románských studií FF UK
  - prof. RNDr. Markéta Martínková, Ph.D. – prorektorka pro studijní záležitosti, zástupkyně vedoucího Katedry biochemie PřF UK
  - doc. MUDr. Jan Polák, Ph.D., MBA – prorektor pro koncepci a kvalitu vzdělávání, přednosta Ústavu patofyziologie 3. LF UK
  - prof. RNDr. Tomáš Skopal, Ph.D. – prorektor pro informační technologie, zástupce vedoucího Katedry softwarového inženýrství MFF UK
    - Mgr. et Mgr. David Hurný – člen kolegia rektorky pro rozvoj pedagogických kompetencí akademických pracovníků
    - prof. PhDr. Lenka Rovná, CSc. – členka kolegia rektorky pro 4EU+, zakladatelka Katedry evropských studií IMS FSV UK
    - PhDr. Ing. Marie Vymazalová, Ph.D. – členka kolegia rektorky pro sociální záležitosti a udržitelný rozvoj, odborná asistentka Ústavu dějin křesťanského umění KTF UK
    - Andrea Rashovska – zástupkyně studentů Akademického senátu UK
    - Mgr. Martin Maňásek – kvestor
    - Mgr. Petra Štanclová – kancléřka Univerzity Karlovy
    - JUDr. Ing. Josef Staša, CSc. – předseda Akademického senátu UK, odborný asistent Katedry správního práva a správní vědy PF UK

## Galerie

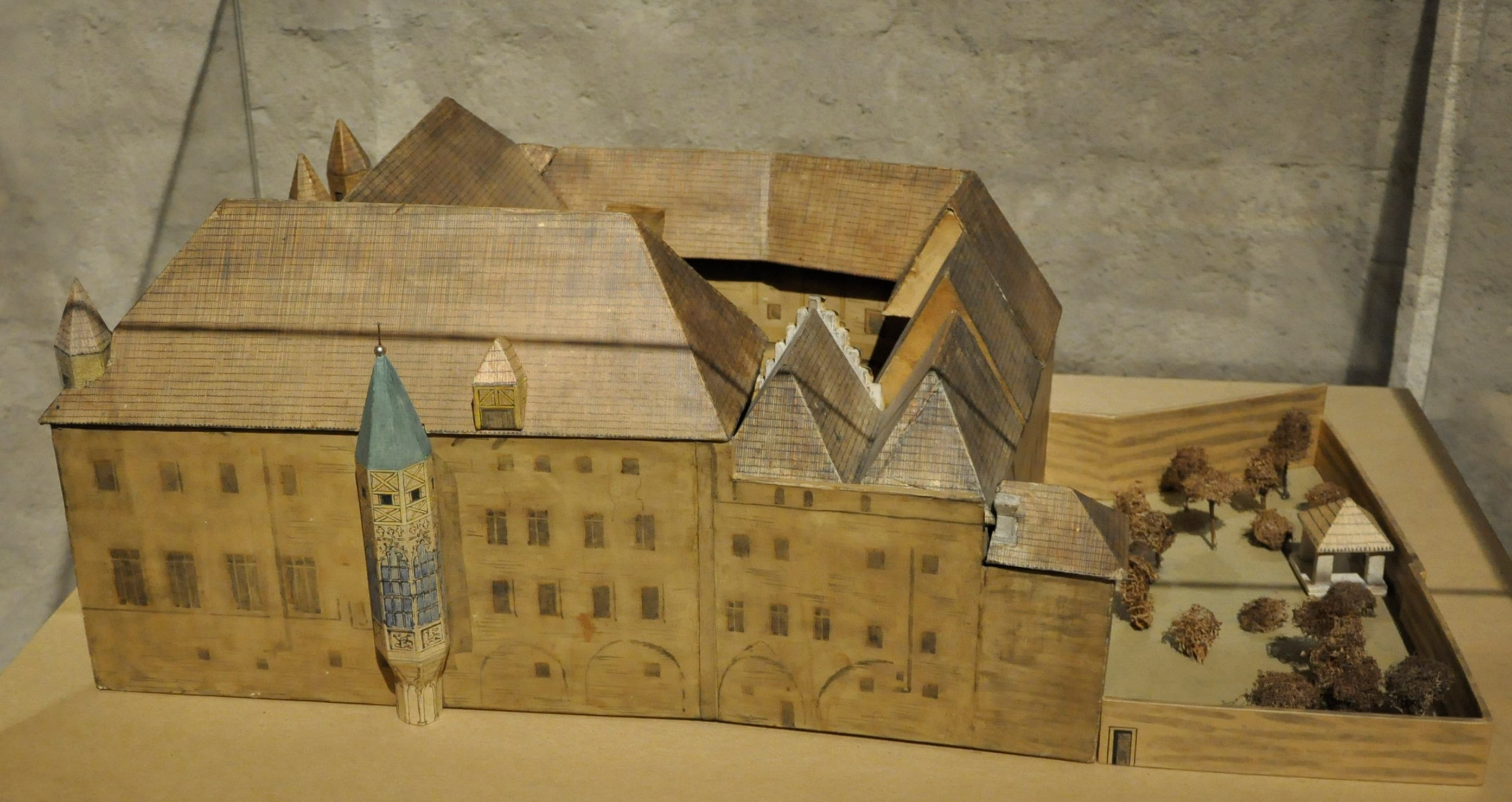
Model Karolina z roku 1711
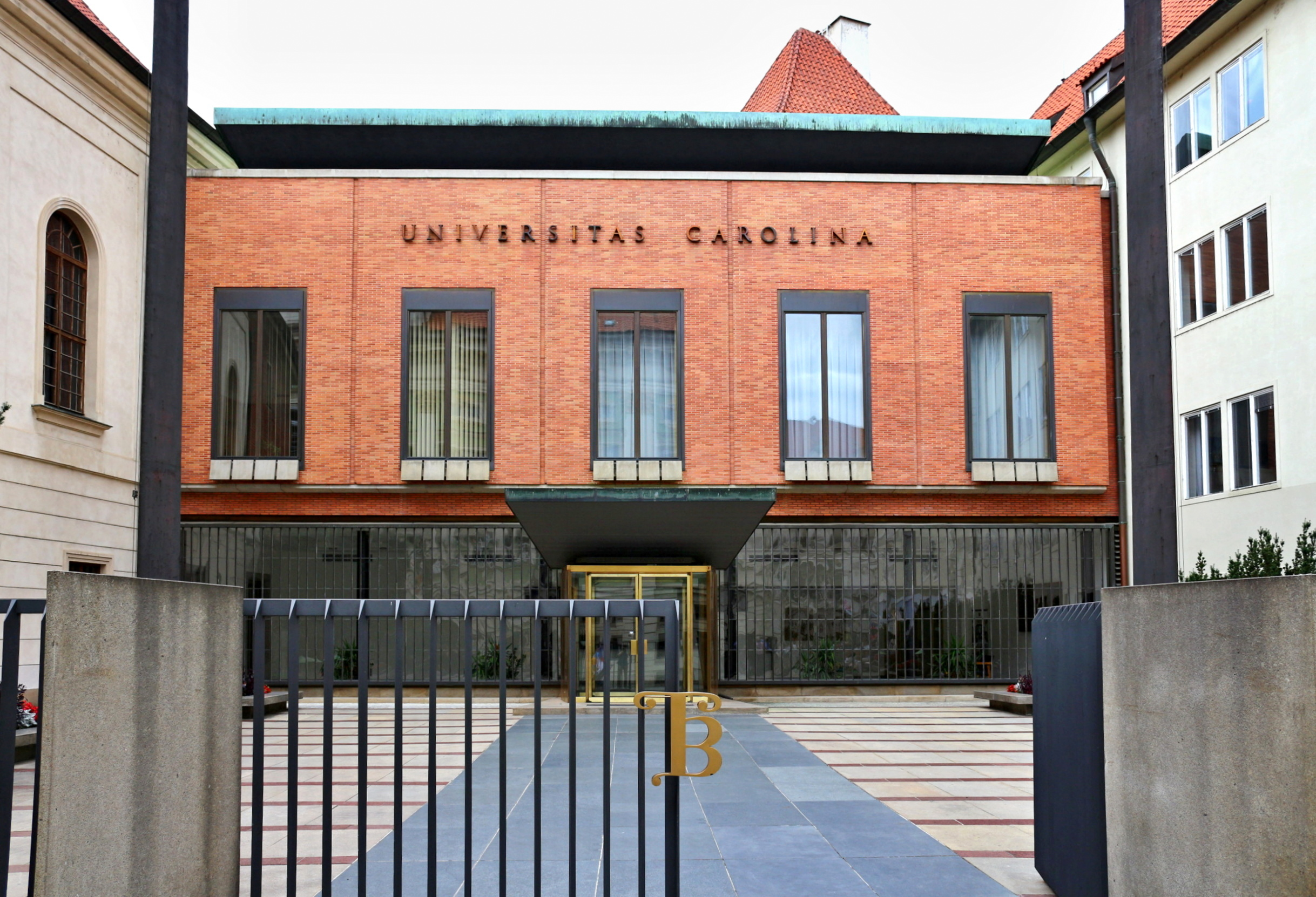
Vstupní dvůr Karolina podle návrhu Jaroslava Fragnera
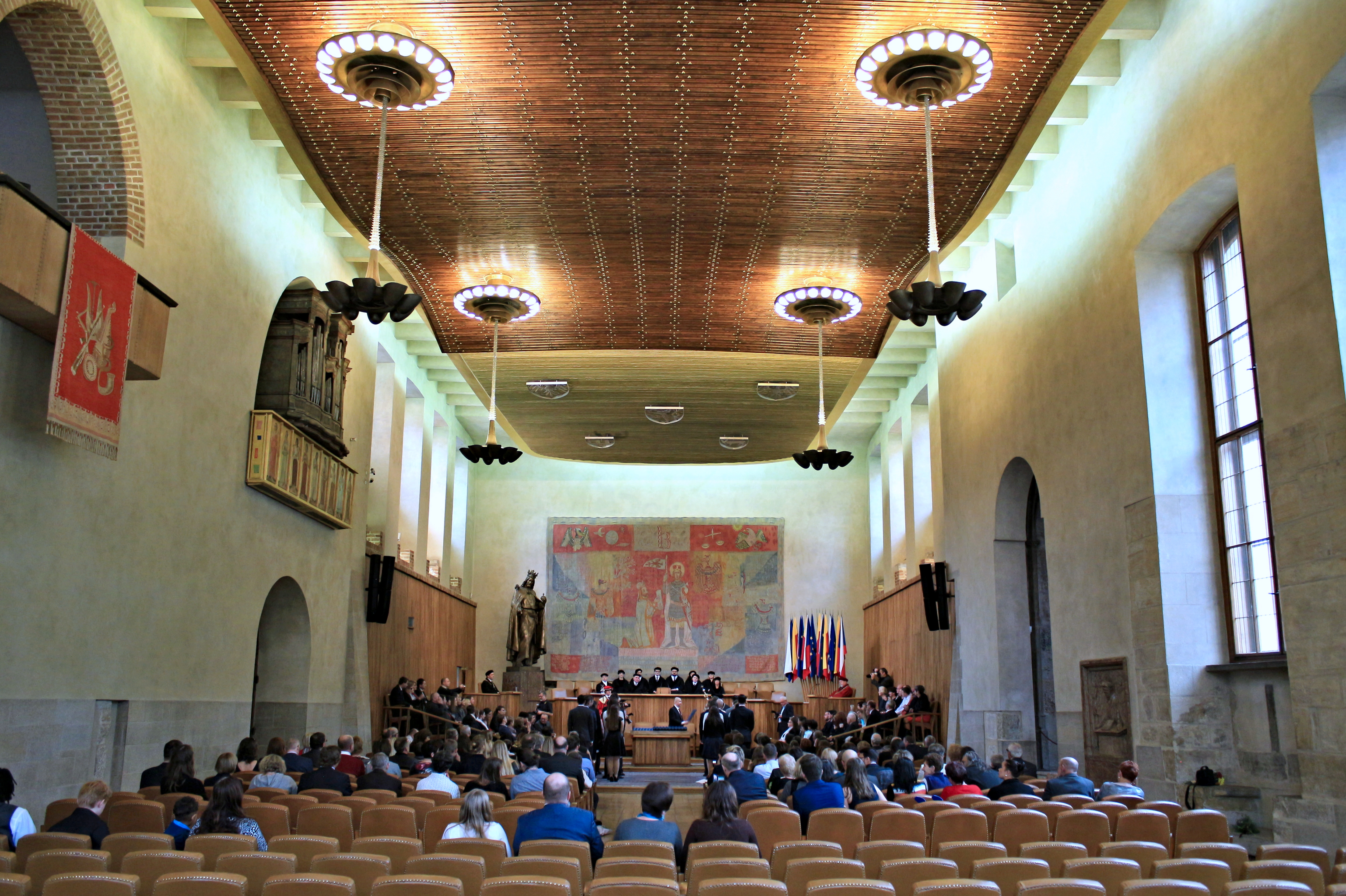
Karolinum, Aula maxima
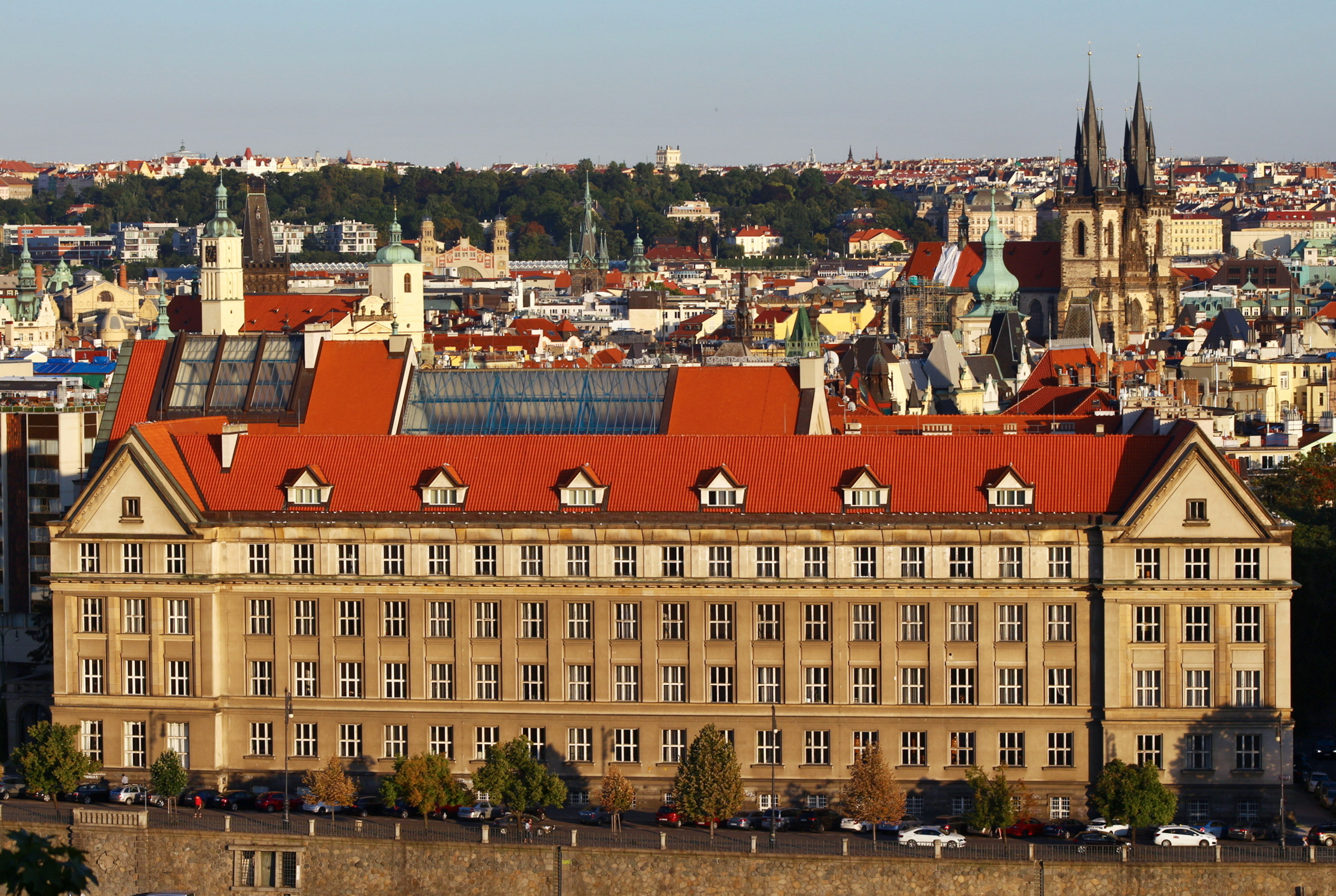
Budova Právnické fakulty
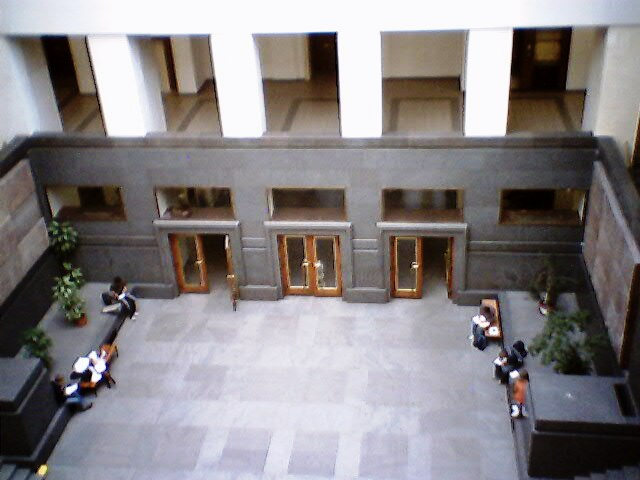
Dvorana Právnické fakulty podle návrhu Jana Kotěry
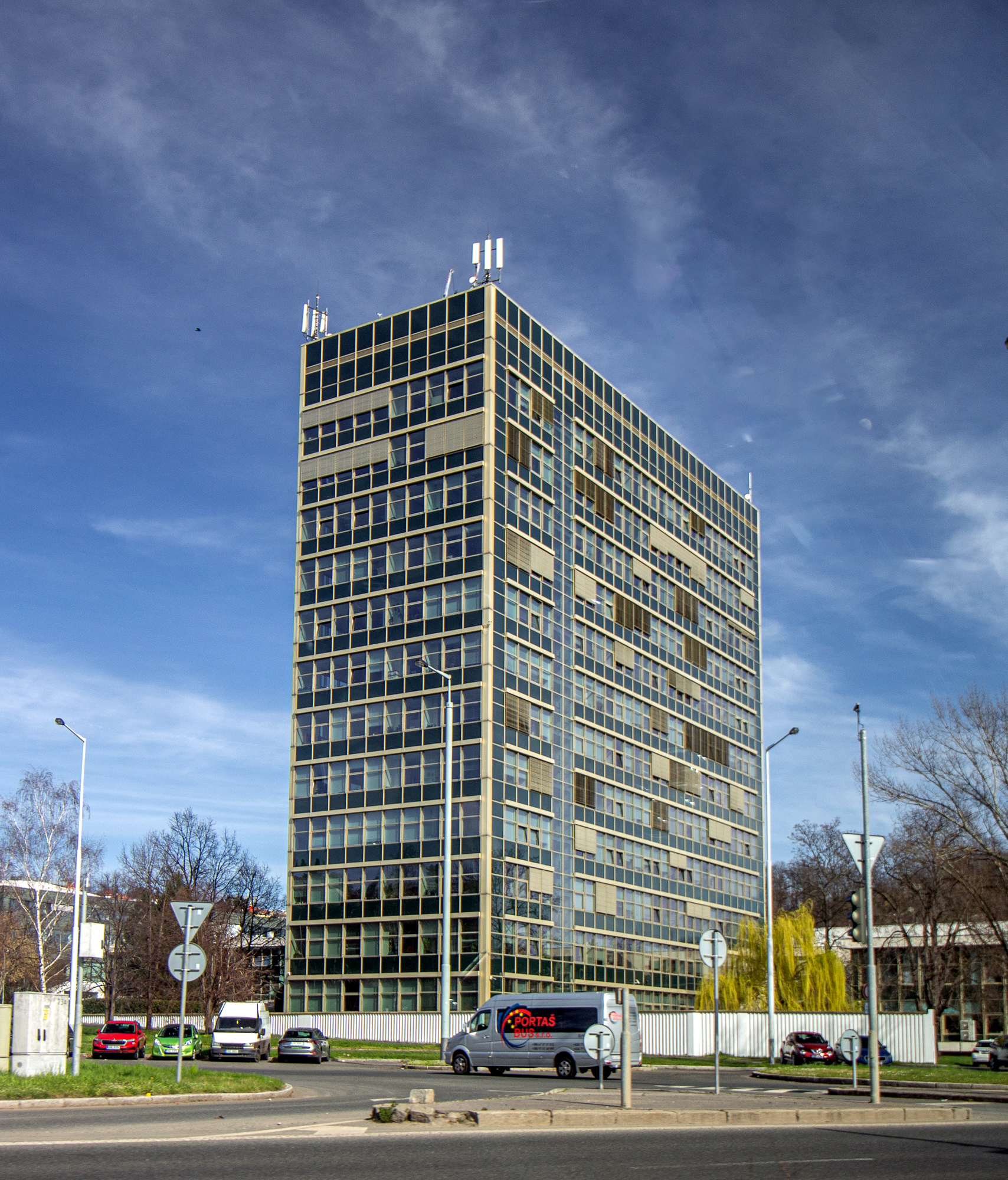
Budovy fyzikálních ústavů MFF v Libni (1978)
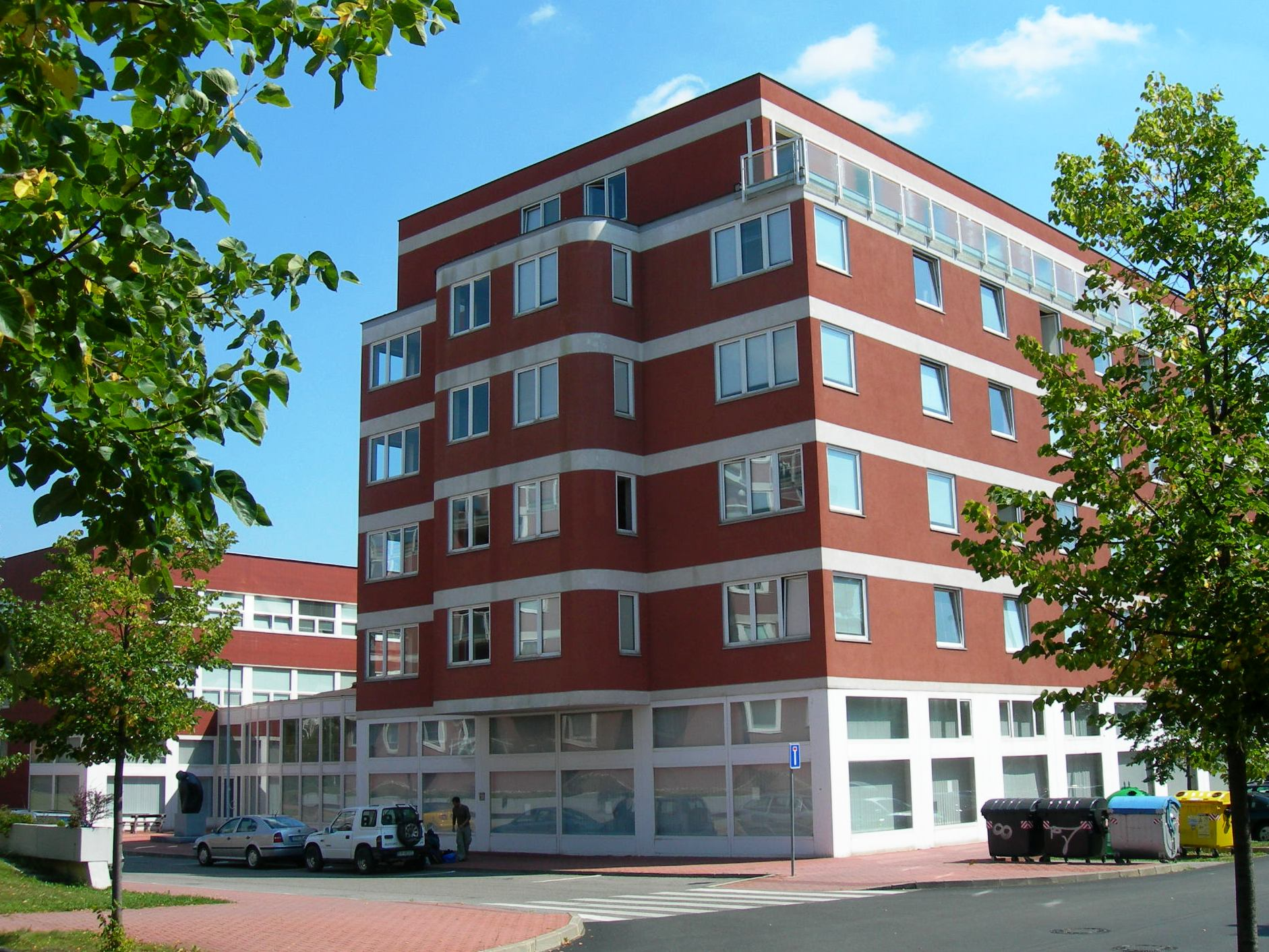
Budova společenskovědních fakult UK v Jinonicích (1998)
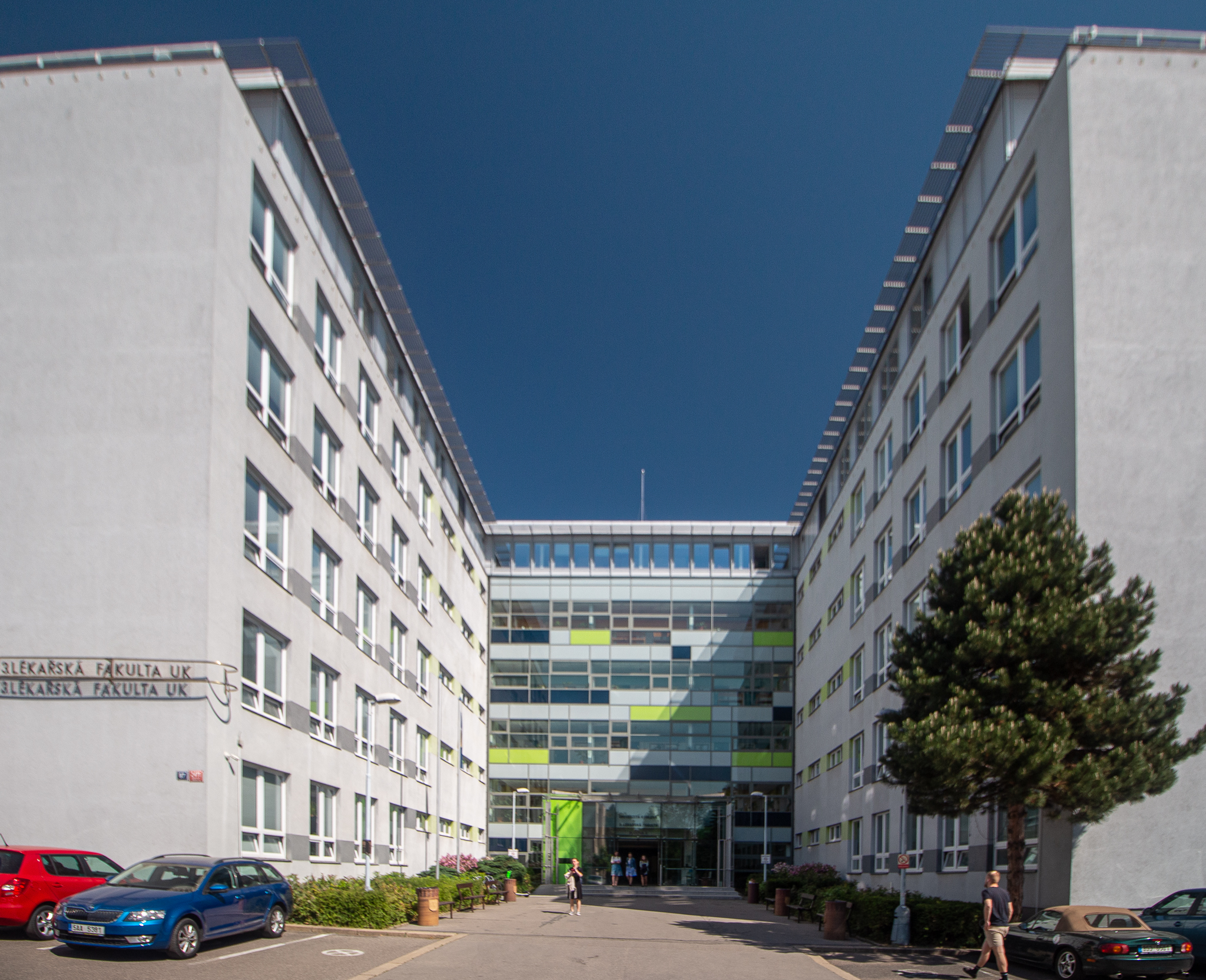
Budova 3. lékařské fakulty, Vinohrady